# Pomniki przyrody w gminie Warlubie
Na terenie gminy Warlubie, w powiecie świeckim, w województwie kujawsko-pomorskim znajduje się 13 pomników przyrody ożywionej. 
Wśród nich wyróżniono 1 aleję, 6 grup drzew, 6 pojedynczych drzew. Struktura gatunkowa jest zróżnicowana z przewagą dębów szypułkowych.
Na szczególną uwagę zasługują największy obwodowo dąb i lipa w województwie kujawsko-pomorskim. Dąb rośnie przy drodze w Bąkowie i w 2013 roku posiadał obwód aż 953 cm, a lipa znajduje się w pobliżu dworca PKP w Warlubiu i posiadała obwód 730 cm przy powołaniu. Wśród pozostałych wyróżniają się topola osika oraz świerk w parku w Rulewie. Do 2016 roku w miejscowości Przewodnik na terenach leśnych rósł dąb bezszypułkowy o obwodzie 640 cm.
Prawne zestawienie pomników przyrody w gminie prezentuje się następująco:
| Nr  | Lokalizacja | Forma             | Nazwa | Sztuk | Obwody przy powołaniu [cm]                                              | Akt prawny | Zdjęcie |
| --- | --- | ----------------- | --- | ----- | ----------------------------------------------------------------------- | --- | ------- |
| 1.  | Bąkowo przy drodze Rulewo-Warlubie „Dęby Bąkowskie” wśród nich najgrubszy dąb w województwie kujawsko-pomorskim - Dąb Jan Kazimierz | grupa drzew       | 3 dęby szypułkowe | 3     | 959, 670, 560                                                           | Rozporządzenie nr 11/91 Wojewody Bydgoskiego z dnia 1 lipca 1991 roku                                                                             |         |
| 2.  | Bąkowo przy drodze Rulewo-Warlubie                                                                                                  | grupa drzew       | 2 dęby szypułkowe | 2     | 670, 560                                                                | Rozporządzenie nr 11/91 Wojewody Bydgoskiego z dnia 1 lipca 1991 roku                                                                             |         |
| 3.  | Bąkowo park dworski pod zarządem Domu Dziecka                                                                                       | pojedyncze drzewo | dąb szypułkowy | 1     | 420                                                                     | Rozporządzenie nr 11/91 Wojewody Bydgoskiego z dnia 1 lipca 1991 roku                                                                             |         |
| 4.  | Bąkowo park dworski pod zarządem Domu Dziecka                                                                                       | grupa drzew       | lipa drobnolistna buk zwyczajny odmiana zwisająca | 3     | 480 355 310                                                             | Rozporządzenie nr 322/95 Wojewody Bydgoskiego z dnia 29 grudnia 1995 roku                                                                         |         |
| 5.  | Bzowo | pojedyncze drzewo | grusza polna | 1     | 150                                                                     | Rozporządzenie nr 11/91 Wojewody Bydgoskiego z dnia 1 lipca 1991 roku                                                                             |         |
| 6.  | Warlubie koło dworca kolejowego, po drugiej stronie torów kolejowych „Bona”                                                         | pojedyncze drzewo | lipa drobnolistna | 1     | 730                                                                     | Rozporządzenie nr 11/91 Wojewody Bydgoskiego z dnia 1 lipca 1991 roku                                                                             |         |
| 7.  | Warlubie ul. Bąkowska 42 | grupa drzew       | 2 dęby szypułkowe | 2     | 383 i 244                                                               | Rozporządzenie nr 11/91 Wojewody Bydgoskiego z dnia 1 lipca 1991 roku                                                                             |         |
| 8.  | Warlubie ul. Bąkowska | aleja przydrożna  | 19 dębów szypułkowych 4 dęby bezszypułkowe 8 jesionów wyniosłych klon zwyczajny                                                                           | 31    | od 135 do 371 od 310 do 382 od 145 do 232 178                           | Rozporządzenie nr 11/91 Wojewody Bydgoskiego z dnia 1 lipca 1991 roku                                                                             |         |
| 9.  | leśnictwo Jeżewnica odz. 56k na skraju łąki                                                                                         | grupa drzew       | lipa drobnolistna 11 dębów szypułkowych | 12    | 260 od 250 do 380                                                       | Rozporządzenie nr 11/91 Wojewody Bydgoskiego z dnia 1 lipca 1991 roku                                                                             |         |
| 10. | Blizawy | pojedyncze drzewo | lipa szerokolistna | 1     | 409                                                                     | Rozporządzenie nr 36/95 Wojewody Bydgoskiego z dnia 14 lutego 1995 roku                                                                           |         |
| 11. | leśnictwo Lipinki odz. 142l | pojedyncze drzewo | dąb szypułkowy | 1     | 365                                                                     | Rozporządzenie nr 322/95 Wojewody Bydgoskiego z dnia 29 grudnia 1995 roku                                                                         |         |
| 12. | Osiek | pojedyncze drzewo | dąb szypułkowy | 1     | 600                                                                     | Uchwała nr XXIV/155/09 Rady Gminy Warlubie z dnia 27 marca 2009 roku. [dostęp 2013-07-18]. [zarchiwizowane z tego adresu (11 października 2015)]. |         |
| 13. | Rulewo park dworski | grupa drzew       | 3 buki zwyczajne odm. purpurowej 3 lipy drobnolistne 3 dęby szypułkowe 3 klony zwyczajne platan klonolistny wiąz szypułkowy świerk pospolity topola osika | 16    | 340, 278, 267 462, 439, 345 610, 420, 415 326, 296, 284 305 267 315 420 | Rozporządenie nr 13/97 Wojewody Bydgoskiego z dnia 14 kwietnia 1997 roku                                                                          |         |

Zniesione pomniki przyrody:
| Nr | Lokalizacja                                                                                  | Forma             | Nazwa                                             | Sztuk | Obwody przy powołaniu [cm] | Rok powołania | Rok zniesienia | Zdjęcie |
| -- | -------------------------------------------------------------------------------------------- | ----------------- | ------------------------------------------------- | ----- | -------------------------- | ------------- | -------------- | ------- |
| 1. | leśnictwo Bąkowo odz. 296c                                                                   | pojedyncze drzewo | sosna zwyczajna                                   | 1     | 280                        | 1991          | 2016           |         |
| 2. | Bąkowski Młyn leśnictwo Bąkowo odz. 306i, j                                                  | grupa drzew       | lipa drobnolistna dwuwierzchołkowa dąb szypułkowy | 2     | 400 430                    | 1991          | 2016           |         |
| 3. | leśnictwo Jeżewnica odz. 44h przy drodze do leśniczówki Jeżewnica                            | pojedyncze drzewo | dąb szypułkowy                                    | 1     | 480                        | 1991          | 2016           |         |
| 4. | Przewodnik, leśnictwo Jeżewnica odz. 49o skraj lasu, największy dąb bezszypułkowy w regionie | pojedyncze drzewo | dąb bezszypułkowy                                 | 1     | 640                        | 1991          | 2016           |         |
| 5. | Rulewo park dworski                                                                          | grupa drzew       | buk zwyczajny odm. purpurowej                     | 1     | 346                        | 1997          | 2016           |         |